# Transferium
Een transferium is een P+R parkeergelegenheid aan de rand van een stad om de parkeerdruk van het stadscentrum en de files op de wegen naar de stad te verminderen. Deze voorziening is specifiek voor reizen naar het stadscentrum. 
Men kan na het parkeren voordeliger met het parkeerkaartje of een in het aansluitende voertuig te kopen kaartje naar het stadscentrum reizen met bus/trein/tram of metro. Deze diensten zijn zeer frequent.
De naam transferium is ontstaan in de jaren 1980. De Rijksoverheid had grootse plannen en wilde overstappunten ontwikkelen met veel functies. Toen de hooggespannen verwachtingen niet uitkwamen, verslapte de aandacht. Inmiddels hebben diverse steden een netwerk van P+R locaties rondom de stad, zoals Groningen, 's-Hertogenbosch en Rotterdam. Bijna overal is de term 'transferium' losgelaten en wordt de term 'P+R' gehanteerd.

## Locaties

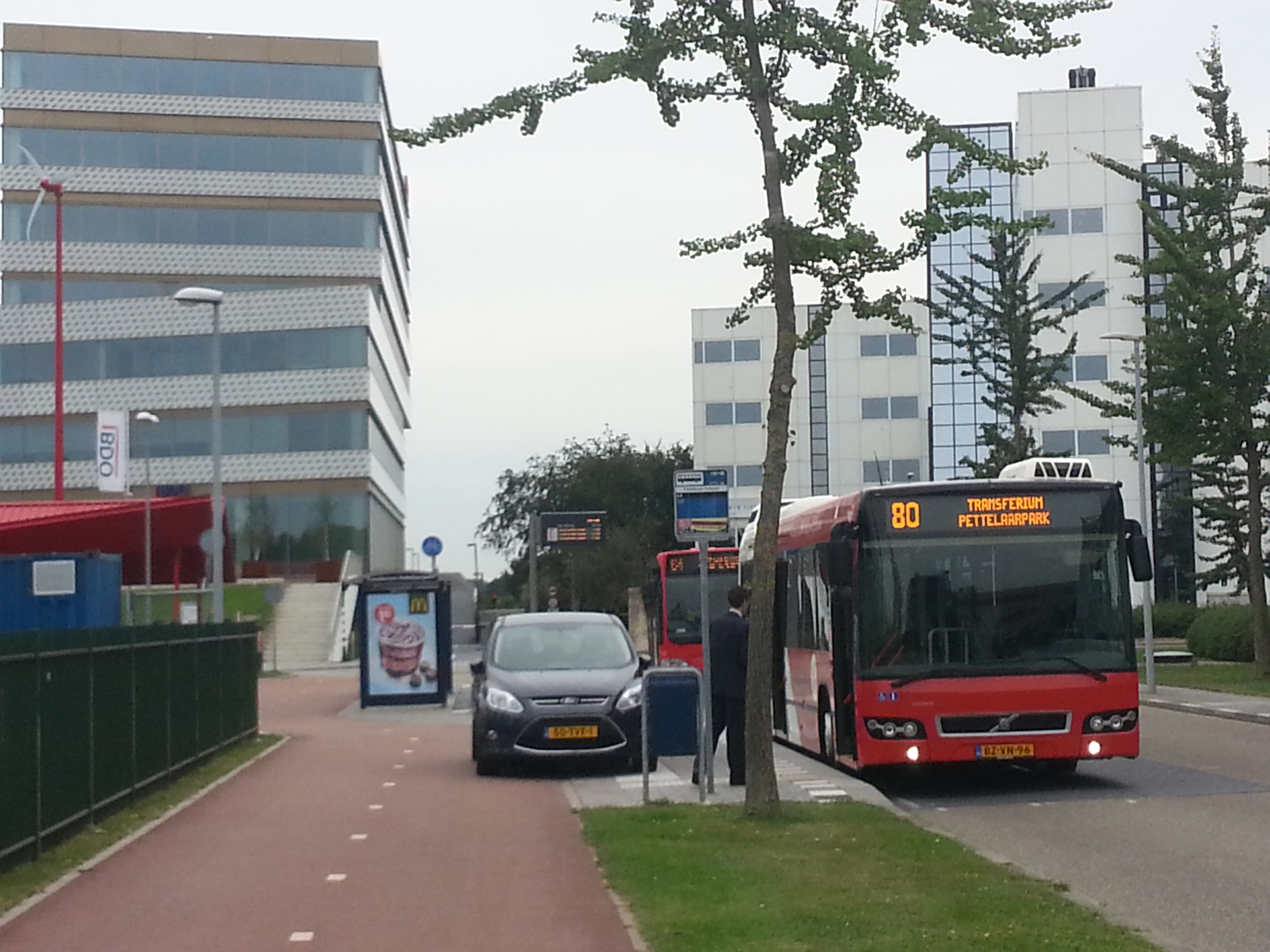
Transferium Pettelaarpark in 's-Hertogenbosch

Enkele locaties van Nederlandse transferia met openbaar-vervoerverbindingen:
- Almere: busstation ’t Oor (bussen naar Almere Stad en Almere Haven).
- Amsterdam: Arena (metro en trein naar het centrum), RAI Amsterdam (metro en tram naar centrum), Zeeburg (tram naar centrum).
- Apeldoorn: bij Station Apeldoorn De Maten.
- Arnhem: GelreDome (trolleybuslijn 7 naar het centrum).
- Barneveld: Station Barneveld Noord (4 treinen per uur naar Station Amersfoort Centraal).
- De Punt: P+R De Punt (geen Q-link/Qliner naar de Groningse binnenstad en Station Groningen).
- Eindhoven: P+R Meerhoven (bus naar Eindhoven Airport en Eindhoven centrum). P+R Genneper Parken (bussen naar Eindhoven centrum).
- Enschede: P+R Zuiderval (bussen naar het centrum)
- Groningen: Euroborg, Europapark, Hoogkerk,  Kardinge, Meerstad, Reitdiep, Zernike. (Q-link naar de binnenstad).
- Haren: P+R Haren/A28 (Q-link/Qliner naar de Groningse binnenstad en Station Groningen).
- 's-Hertogenbosch: Deutersestraat, Pettelaarpark en Stadion De Vliert/Sportiom (bus naar centrum).
- Hoorn: Station Hoorn (trein naar o.a. Station Amsterdam Centraal).
- Leeuwarden: WTC Expo, Kalverdijkje en Hemriksein (bussen naar Leeuwarden centrum).
- Maastricht: transferium bij Station Maastricht Noord (Arriva stoptreinen naar Station Maastricht en Station Maastricht Randwyck; pendelbussen naar stadscentrum)
- Middelburg: Mortiere (gratis busvervoer Mortiereboulevard - centrum).
- Nijmegen: P+R Nijmegen-Noord bij Ressen (bus naar Nijmegen centrum en Heijendaal).
- Nunspeet: transferium Zandenbos.
- Renesse: o.a. pendelbus naar de campings en het centrum.
- Ridderkerk: Waterbus Rotterdam-Drechtsteden.
- Rotterdam: Kralingse Zoom (metro en ParkShuttle naar Rivium), Slinge (metro naar Centrum, Den Haag en Spijkenisse)
- Sittard: P+R Transferium, Station Sittard (trein naar Maastricht, Heerlen en Eindhoven, stad- en streekbussen).
- Utrecht: P+R Westraven (sneltram naar Station Utrecht Centraal); P+R bij het Wilhelmina Kinderziekenhuis.

## Vlaanderen
De Vlaamse overheid legt onder de naam Park+Ride vergelijkbare ruime parkeermogelijkheden aan. Zie aldaar. Het begrip transferium is er niet gebruikelijk. Met transferium wordt in Vlaanderen eerder een groot OV-knooppunt bedoeld waar men kan overstappen tussen verschillende vervoersmodi.